# Lode Geysen
Lode Geysen (Antwerpen, 27 april 1903 – Ekeren - (Sint-Mariaburg), 28 juli 1938) was een Vlaams toneelregisseur. Hij was een van de gangmakers in Vlaanderen van de nieuwe constructivistische regiestijl, waarbij de scène niet langer bedoeld was om voor de toeschouwers een zo realistisch mogelijke theatrale illusie te creëren,  maar sterk vereenvoudigd werd in functie van de speldynamiek van de acteurs. Hij was een tijdlang regisseur bij de Antwerpse Koninklijke Nederlandse Schouwburg. Hij is vooral bekend als regisseur van talrijke spreekkoren en massaspelen.

## Levensloop
Geysen behaalde in 1922 een onderwijzersdiploma en ging aan het werk in het Sint Henricusinstituut in Antwerpen. Ondertussen volgde hij lessen aan de toneel- en declamatieklas van het Koninklijk Vlaams Conservatorium onder meer bij Maurits Sabbe, Modest Lauwereijs, Mevr. Dillis Beersman en Louis Bertrijn, waar hij in 1925 afstudeerde. Hij speelde als acteur in verschillende liefhebbersgezelschappen en werd in 1925 enige tijd acteur in het Vlaamsche Volkstooneel. Daar raakte hij beïnvloed door de regisseur Johan de Meester jr.
Zijn eerste regiestappen zette hij in het Sint Henricusinstituut van Antwerpen, waar hij zowel de toneelstukken van de oud-studenten regisseerde (1923-1936), als een reeks kinderoperetten (1932-1937) en de openluchtvertoning van Vondels Lucifer in 1937.

## Regisseur
- 1927-1930 regisseur bij De Dageraad in Brasschaat
- 1929-1937 regisseur bij de liefhebbersgroep van het Davidsfonds Merksem
- 1930-1932 regisseur bij het Vlaamsche Volkstooneel
- 1934-1938 regisseur bij de Sint-Augustinuskring in Antwerpen
- 1936-1937 regisseur bij de Koninklijken Nederlandschen Schouwburg te Antwerpen
- 1937 regisseur bij het Nationaal Instituut voor de Radio-omroep voor de luisterspelen

Regie van massaspelen :
- 1935 - K.A.J. massaspel in de Heysel in Brussel ter gelegenheid van het internationaal congres van de arbeidende jeugd
- 1936 – het A.C.W. Rerum Novarumspel in het Antwerpse Sportpaleis
- 1936 – het Credospel, de slotmanifestatie van het zesde katholiek congres van Mechelen in het Heyselstadion in Brussel
- 1937 – Schooner leven, ter gelegenheid van Rerum Novarum in het Sportpaleis in Antwerpen
- 1937 – De arbeiderswereld aan Christus, ter gelegenheid van het 13e congres van het A.C.W. in het Antwerpse Sportpaleis
- 1937 – Rijpende oogst, ter gelegenheid van de lustrumviering van de boerenjeugd, in het Arenbergpark in Heverlee
- 1937 – Het Reinaert De Vos-spel voor de wereldjamboree van de scouts in Nederland
- 1937 – 5e Vlaamsch Nationaal Zangfeest op de Grote Markt in Brussel

## Bron
- Lode Geysen, 1903-1938, Herdenkingsalbum, Uitg.: Lode Geysen-Comité, Merksem, 1939.